# Pavillon Colas des Francs
Le pavillon Colas des Francs est un monument du XVIe siècle situé à Orléans, dans le département du Loiret en région Centre-Val de Loire.
Il est classé monument historique en 1889.

## Histoire
Le pavillon a été construit vers 1552, en fond de parcelle de la maison achetée en 1546 par François Colas, seigneur des Francs, et composée de bâtiments organisés autour d'une cour et accolée à la porte Renard (entrée ouest de la ville). Il était situé au bout d'une aile sur cour aujourd'hui détruite. Ce comptoir était vraisemblablement destiné à accueillir les archives et le trésor de Colas des Francs. C'est un des rares édifices du quartier qui a échappé au bombardement de 1940. Sa construction est traditionnellement attribuée à Jacques Ier Androuet-Ducerceau, présent dans le Loiret à cette époque. Le pavillon a été restauré en 1965, lors de la création de la place de Gaulle.

### Personnalités liées à l'hôtel
- François II Colas des Francs